# Alana Evans

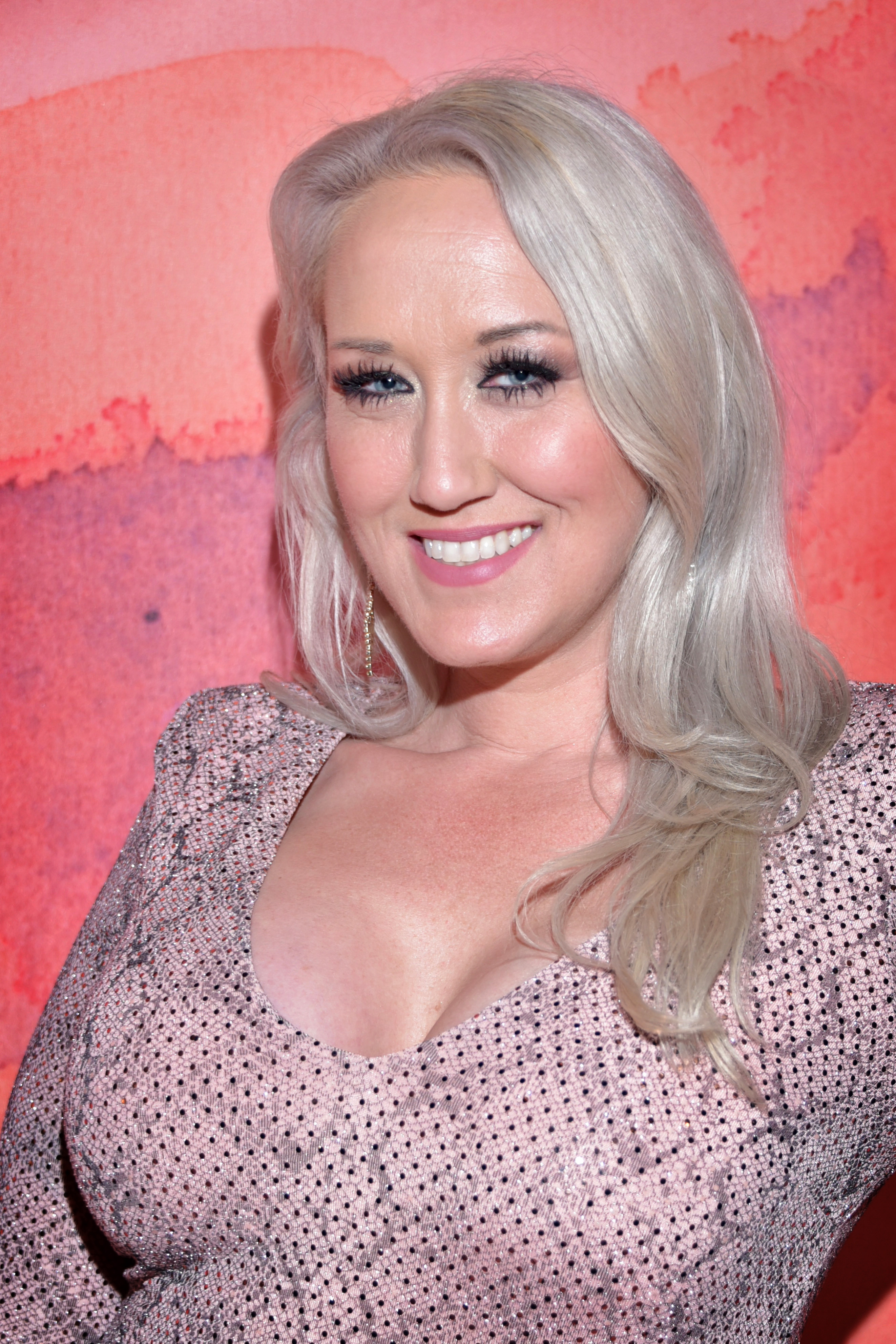
Alana Evans (2019)

Alana Evans (* 6. Juli 1976 als Dawn Marie Thompson in Fort Campbell, Kentucky) ist eine US-amerikanische Pornodarstellerin. Sie hat bisher in über 500 Filmen mitgespielt (laut IAFD).

## Karriere
Evans wurde 2007 mit einem AVN Award für ihre Darstellung in dem Porno-Thriller Corruption ausgezeichnet. Im Jahr 2007 spielte sie die Rolle der Carol in der Porno-Parodie Not The Bradys XXX. Im Jahr 2009 war sie in Folge 11 der Reihe Seasoned Players zu sehen, einem Film des MILF-Genre. Sie ist ebenfalls in der Filmserie CFNM Secret (Folgen 1, 3 und 5) des Labels Reality Kings, die das Genre CFNM (Clothed Female, Naked Male) thematisiert, zu sehen.

## Filmografie (Auswahl)
- 1999: Slumber Party 8
- 2002: Paying The Piper

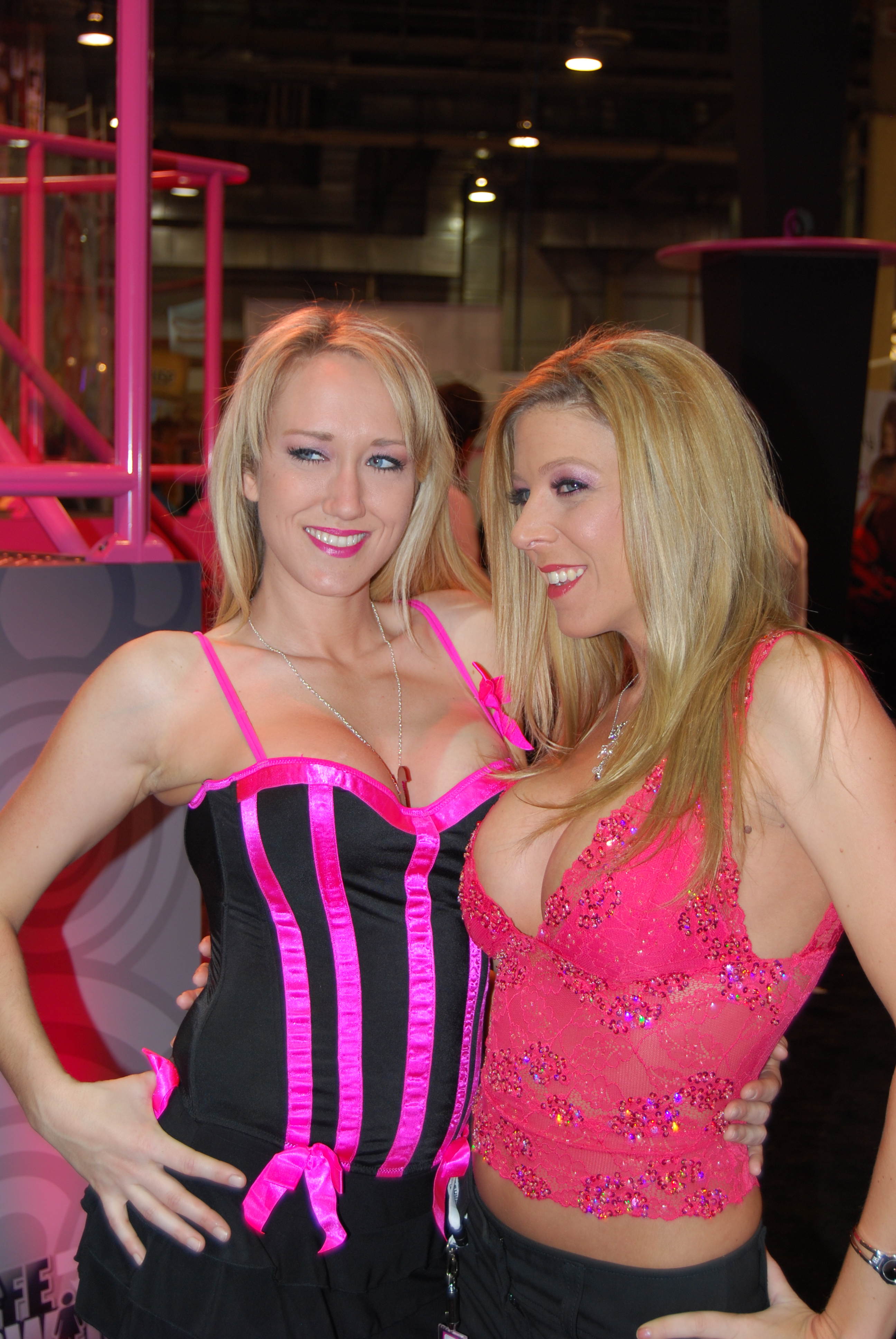
Alana Evans mit Kollegin Lexi Lamour bei der AVN Adult Entertainment Expo 2008

- 2003, 2008: Blow Me Sandwich 3, 13
- 2003: Strip Tease Then Fuck 2
- 2004: Bathtub Soaked Pussy
- 2004: Fucking Machines 1681, 1836
- 2005: Fill Me In 1
- 2005: She Loves To Suck
- 2007: Britney Rears 4 – Britney Goes Gonzo
- 2007: Cheerleader Alana Evans Frigs Her Pussy
- 2007: Corruption
- 2007: Face Fucking Inc. 1
- 2007: Not The Bradys XXX
- 2007: Strap Attack 7
- 2008: Come To Momma 2
- 2008: Not The Bradys XXX: Marcia Marcia Marcia!
- 2009: Not The Bradys XXX: Pussy Power
- 2009–2010: CFNM Secret
- 2009, 2011: Seasoned Players 11, 15
- 2010: Not The Bradys XXX: Bradys Meet The Partridge Family
- 2011, 2014: Alana Evans Solo
- 2012: Alana's Face Gets Splattered
- 2012: Alana Evans Feels Better by Fucking
- 2012: Alana Evans Makes Cock Explode
- 2012: Anal Overdose 2
- 2012: Panty Thieves
- 2012, 2013: Alana Evans Live
- 2013: E.T. XXX – A Dreamzone Parody
- 2013: Frisky Baby Sitters 1499
- 2013: New Girl In Town
- 2013: Not The Bradys XXX: Marcia Goes To College!
- 2013: White Mommas 4
- 2015: Big Booty Duo Alana Evans and Tiffany Mynx
- 2015: Cougar Coochie 8
- 2018: Alana Evans Is A Latex Slut
- 2018: Alana Evans: Hardcore Fucking In The Kitchen
- 2018: It's Okay She's My Stepmother - Alana Evans and Ike Diezel

## Auszeichnungen
- 2002: XRCO Award (Unsung Siren)
- 2004: KSEXradio Listener’s Choice Award als „Best Hummer on Film“
- 2007: AVN Award „Best Solo Sex Scene“ (in Corruption)[1]
- 2015: Aufnahme in die AVN Hall of Fame[2]